# ファラ・フォーク
ファラ・フォーク(Farrah Forke,1968年1月12日 - 2022年2月25日 )は、テキサス州コーパスクリスティ生まれのアメリカの女優。

## 略歴
女優になる前は、モデルとして働いていた。
主な出演作
連続テレビドラマ
『ウイングス』 - アレックス・ランバート役。
『新スーパーマン』(Lois and Clark) - 弁護士役。「スーパーマンに敵対するが、その正体であるクラーク・ケントに一目ぼれする」、という役回り。
連続テレビアニメ
バットマン・ザ・フューチャー - : ビッグ・バーダ(Big Barda)役。
ジャスティス・リーグ・アンリミテッド - 同上。